# Терін Вудс
Терін Вудс (англ. Taryn Woods, 12 серпня 1975) — австралійська ватерполістка.
Олімпійська чемпіонка 2000 року.